# ホリ・エージェンシー
株式会社ホリ・エージェンシー（英: HORI AGENCY）は、かつて存在した日本の芸能事務所。株式会社ホリプロ・グループ・ホールディングスの子会社であった。

## 概要
1977年、「これからの時代はモデルからスターが誕生する」という当時のホリプロ社長・堀威夫の一言をきっかけに、同社系列のモデルプロダクションとしてホリ・エージェンシーは発足。
設立当初は主にCMやファッション誌で活動するモデルが多く在籍していたが、1983年に女性アイドルグループ「ベリーズ」を手掛けたのを機にタレント志向を強化。その後も中村綾、あいざわかおり等のモデル系タレントを輩出し、1994年、この年のフジテレビビジュアルクイーンだった吉野公佳がグラビアを中心に大活躍。これにより同社は飛躍的な成長を遂げた。
1990年代後半は『開運!なんでも鑑定団』（テレビ東京）に吉田真由子がレギュラー出演する等、所属者のバラエティ番組での活躍が目立っていたが、1999年の吉井怜、2000年の三津谷葉子、2001年の宮地真緒と3年連続でフジテレビビジュアルクイーンを輩出。そして会社創立25周年を迎えた2002年、宮地が主演したNHK連続テレビ小説『まんてん』が大ヒットとなった。
2000年代後半以降は谷村美月、向井理、小澤亮太、波瑠といった俳優・女優の活躍が目立つが、宮地真緒や磯山さやか以上の人気を誇るグラビアアイドルになかなか恵まれず、後発の芸能事務所（プラチナムプロダクション等）に苦戦を強いられている。上記の通りフジテレビビジュアルクイーンは多数輩出していたが、日テレジェニック獲得者やミスマガジン、ミスFLASH、グラビアJAPAN（旧「全国女子高生制服コレクション」）といった雑誌系ミスコン出場者は一人も出ていない。
ホリプロ系列であることからか所属タレントのプロフィールなどで「ホリプロ所属」と記載されることが稀にあった。

## 沿革
- 1977年 - 会社設立。
- 1983年 - 女性アイドルグループ「ベリーズ」結成。
- 1992年 - 事務所を渋谷区広尾のオフィスビル5階に移転。
- 1994年 - 吉野公佳が東洋紡キャンペーンガール、フジテレビビジュアルクイーンに選出。吉田真由子が『開運!なんでも鑑定団』（テレビ東京）のアシスタントに抜擢。
- 1999年 - 代表取締役社長が戸田昭から小野田丈士（和田アキ子の元マネージャー）に交代。
- 2002年 - 宮地真緒がNHK連続テレビ小説『まんてん』のヒロインに抜擢。
- 2005年 - 事務所をホリプロ本社のある目黒区下目黒に移転。
- 2010年 - 向井理がNHK連続テレビ小説『ゲゲゲの女房』に出演。
- 2011年 - 映画『パラダイス・キス』の製作に関わる。小澤亮太がスーパー戦隊シリーズ『海賊戦隊ゴーカイジャー』（テレビ朝日）で主演。
- 2015年 - 波瑠がNHK連続テレビ小説『あさが来た』のヒロインに抜擢。
- 2025年4月1日 - 総合力の強化・経営効率の向上を目的にホリプロ・ブッキング・エージェンシーに吸収合併され解散[2]。

## 過去の所属タレント

### あ行
- 相沢かおり（現芸名：あいざわかおり）
- 朝倉えりか
- 天野さおり（現芸名：吉田沙織）
- 新井由美子
- いいむれまさき
- 伊藤裕子
- 磯山さやか
- 植木祥平
- 上間凜子
- 内田仁菜
- 江澤璃菜
- 大塚永士
- 大西浩美
- 小川清乃（現芸名：清乃）
- 尾崎ななみ
- 小澤亮太
- 小原唯和

### か行
- 風間トオル
- 加藤大貴
- 金澤あかね
- 佳山悠我
- 唐木俊輔
- 川野快晴
- 北川えり
- 木谷映美（現芸名：美月れいな）
- 岐津舞
- 久志麻理奈
- 工藤あさぎ
- 黒崎レイナ

### さ行
- 佐伯大地
- 榊原優子
- さくま心央（現芸名：さくまみお）
- 櫻井智也
- 佐々木智美
- 里中隼人
- 篠崎瑠侑
- 島丈明

### た行
- 竹内太郎
- 田中海咲
- 谷一歩
- 谷村美月
- 田幡妃菜
- 田村恵利
- ついひじ杏奈
- つぐみ
- 徳重聡
- 冨田真由

### な行
- 内藤はるみ
- 中村綾
- 奈良沙緒理
- 成田偉心

### は行
- 萩原宏香
- 浜名真央
- 波瑠
- 平野瑠莉
- 広田恵子
- 福下恵美
- 藤嶋花音

### ま行
- 松田紗和（現芸名：葵）
- 松田二羽士
- 松村咲希
- 松本花奈
- 岬杏
- 水嶋渉
- 三橋奈波（現芸名：星波）
- 三津谷葉子
- 南果歩（業務提携）
- 宮崎景子
- 宮地真緒
- 向井理
- 百瀬朔
- 森本智恵子

### や行
- 矢敷真帆・梨紗
- 山口絵理奈
- 山下航平
- 山本剛史
- 山本千夏
- ユリサ
- 横田美紀
- 吉井怜
- 吉田真希子
- 吉田真由子
- 吉野公佳

### わ行
- 渡邉剣